# Triarthrus
Triarthrus is een geslacht van uitgestorven trilobieten, een bekende groep geleedpotigen die in zee leefden. Triarthrus is bekend uit het Boven-Ordovicium uit de Amerikaanse staten New York, Ohio, Kentucky en Indiana, uit het oosten en noorden van Canada, uit China en uit Scandinavië. Het is het laatst overlevende geslacht van de familie Olenidae, een groep trilobieten die z’n hoogtepunt beleefde in het Boven-Cambrium. Van de exemplaren van Triarthrus eatoni die zijn gevonden in Beecher's Trilobite Bed bij Rome, New York, zijn de zachte lichaamsdelen prachtig bewaard gebleven als een dunne laag pyriet. Deze heeft wetenschappers een kans verschaft om kieuwen, poten, antennes en het spijsverteringsstelsel van een soort trilobiet te beschrijven, die bij andere soorten zelden bewaard zijn gebleven. Triarthrus wordt daarom vaak gebruikt om teksten over de anatomie van trilobieten te illustreren.

## Verspreiding
- T. beckii, Laat-Caradoc en Ashgill, Snake Hill-formatie, Cohoes, New York; en Kentucky.
- T. billingsi, Ashgill?, Quebec
- T. canadensis, is bekend uit het Boven-Ordovicium van Canada (Katien, onderste lid van de Whitby-formatie, omgeving Craigleith, Georgian Bay gebied; middenste lid van de Whitby-formatie, Whitby, Rogue River en Pickering, allen Lake Simcoe gebied, Ontario)[2]
- T. eatoni  Laat-Caradoc-Ashgill, NY, is bekend uit het Boven-Ordovicium van Canada (Ashgill, onderste lid van de Whitby-formatie, Craigleith omgeving, Georgian Bay, Lake Simcoe gebied, Ontario;[2] en Quebec) en de Verenigde Staten (New York)
- T. glaber, Ashgill, Quebec
- T. huguesensis, Ashgill, Quebec
- T. latissimus, Zweden
- T. linnarssoni, Noorwegen en Zweden
- T. rougensis, Ashgill, Ontario
- T. sichuansis, China
- T. spinosus  is bekend uit het Boven-Ordovicium van Canada (Katien, midden lid van de Whitby-formatie, Rogue River en Pickering, zowel Lake Simcoe gebied, Ontario[2] en Quebec), en de Verenigde Staten (New York State).

## Taxonomie

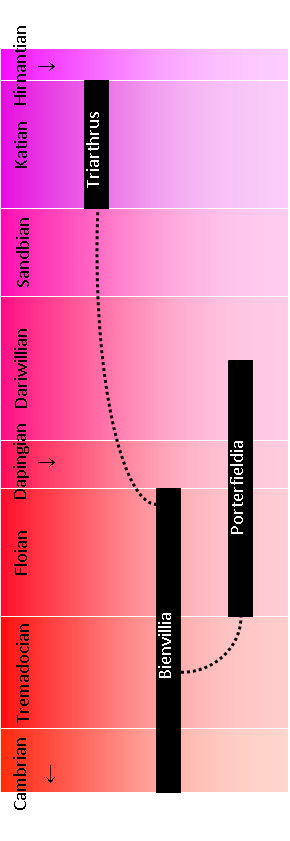
Cladogram van de veronderstelde relaties en bekende voorkomen in de tijd van de geslachten Bienvillia, Porterfieldia en Triarthrus, familie Olenidae

T. beckii  en  T. eatoni  zijn lang beschouwd als nauw verwant en eventueel synoniem. Recent onderzoek toont aan dat er geen scherp onderscheid tussen de twee is, maar dat ze lijken verschillende morfotypen te vertegenwoordigen. T. beckii domineerde eerder in de tijd en in ondiep water, terwijl  T. eatoni  later overheerste en in dieper water. Het is waarschijnlijk dat de zeespiegelstijging de uiteindelijke verdwijning van T. beckii  heeft veroorzaakt. Deze pluriforme soort overleefde meer dan twee miljoen jaar.

### Opnieuw toegewezen soorten
- T. angelini = Bienvillia angelini
- T. belli = Parabolinella sp.
- T. caenigenus = Porterfieldia caenigena
- T. convergens = Porterfieldia convergens
- T. fisheri = Porterfieldia fisheri
- T. goldwyerensis = Porterfieldia goldwyerensis
- T. humilis = Porterfieldia humilis
- T. jachalensis = Porterfieldia jachalensis
- T. pacificus = Porterfieldia pacifica
- T. papilosus = Porterfieldia papilosa
- T. parapunctatus = Porterfieldia parapunctata
- T. parchaensis = Bienvillia parchaensis
- T. punctatus = Porterfieldia punctata
- T. rectifrons = Bienvillia rectifrons
- T. reedi = Porterfieldia caenigena
- T. shinetonensis = Bienvillia shinetonensis
- T. sinensis = Porterfieldia sinensis
- T. tetragonalis = Bienvillia tetragonalis
- T. thor = Porterfieldia thor
- T. variscorum = Parabolina frequens[3]

## Beschrijving

### Exoskelet

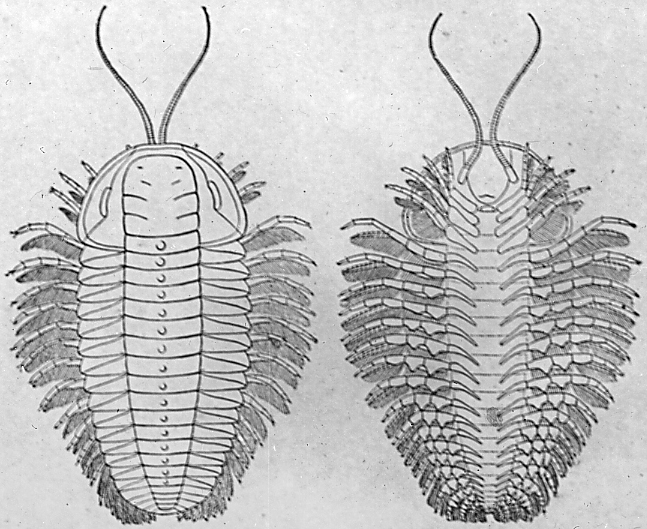
Reconstructie van Triarthrus eatoni, met de extremiteiten

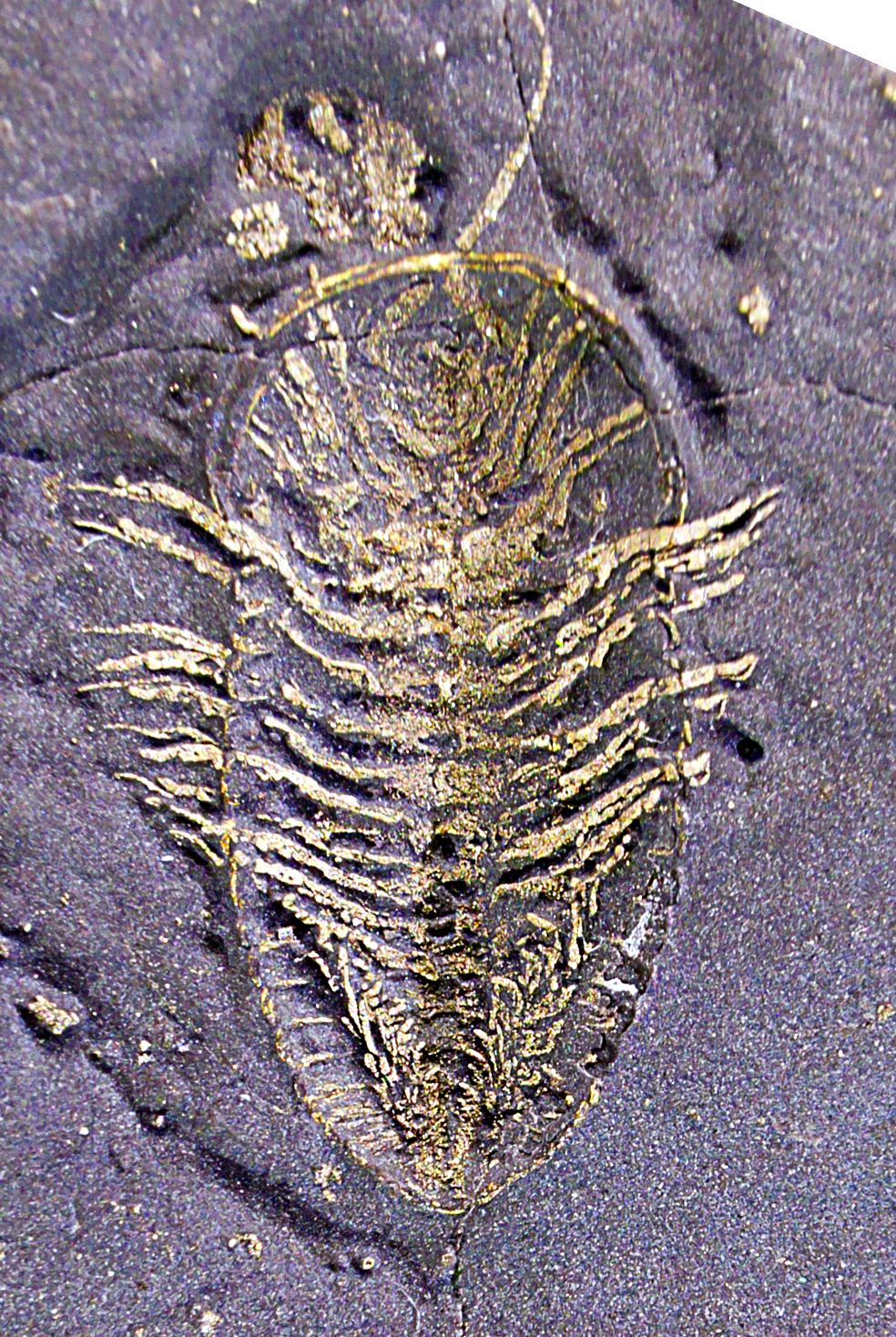
Triarthrus eatoni, extremiteiten gezien van de buikzijde, bewaard als pyriet

Triarthrus is een trilobiet van gemiddelde grootte (tot ongeveer vijf centimeter), met een matig gewelfd lichaam dat ongeveer tweemaal zo lang is als breed (exclusief stekels). Net als alle andere Olenidae heeft het kopschild (of cephalon) van Triarthrus achterrandige gezichtscheurnaden en de rechter en linker vrije wangen zijn aan de voorkant tot een juk met elkaar vergroeid. Het kopschild van Triarthrus is halfrond. Het centrale verhoogde gedeelte (of glabella) is ongeveer rechthoekig en aanzienlijk breder dan de achterrand van de vaste wangen. De voorzijde van de glabella loopt tot dicht bij de zoom (ofwel het preglabellar veld is kort), maar de groef die de zoom afgrenst van de rest van de vrije wangen is afwezig voor het glabella. De gezichtsscheurnaad kruist de glabella voorlangs boven op een opgebolde rand. Het achterste deel van de glabella bestaat uit de occipitale ring die wordt gedefinieerd door een groef die de middenlijn kruist. De occipitale ring draagt op het midden een kleine doorn, en kan midden op de achterrand ook nog een naar achteren gerichte stekel dragen die even lang als de glabella kan zijn. Voor de occipitale ring ontspringen twee paar groeven loodrecht uit de groef die de glabella definieert, om vervolgens naar achteren te buigen, maar die bereiken de middenlijn niet. Verder naar voren zijn de grenzen van de segmenten in de glabella nog herkenbaar als één of twee geïsoleerde ondiepe spleten of deuken. De vaste wangen zijn zeer smal (minder dan een kwart van de breedte van de glabella aan de achterkant van het oog, en minder dan de helft van de occipetale ring). De vrije wangen zijn smal, en met of zonder stekels. De zoom is overal duidelijk afgescheiden van de vrije wangen met een groef, behalve voor de glabella. De ogen zijn klein tot middelgroot en staan aan het eind van de kleine oogbogen tegenover de voorste helft van de glabella. Het lijf (of thorax) bestaat uit dertien tot zestien segmenten, waarbij de middenas breder is dan de 'ribben', die schuin afgeknotte of afgeronde uiteinden hebben, met het scharnierpunt vlak bij de as. Het staartschild is klein, met drie tot vijf herkenbare ringen in de as en duidelijk gesegmenteerde zijlobben, en een ongedeelde, gelijkmatig afgeronde rand.

### Zachte delen
Het voorste paar extremiteiten bij trilobieten zijn de antennes. Bij Triarthrus eatoni waren de antennes waarschijnlijk flexibel. Vanaf de bevestiging naast het verhemelte strekken ze in een lichte S-curve eerst naar binnen en naar voren, om vervolgens naar buiten en dan weer naar voren te buigen. Ze zijn ongeveer twee keer zo lang als het kopschild en bestaan elk uit veertig tot vijftig elementen die korter zijn dan breed. Aangezien zacht weefsel zo goed bewaard is gebleven is het waarschijnlijk dat bij T. eatoni de cerci ontbreken (een soort van 'achterantennes' die bij trilobieten alleen bekend zijn van Olenoides serratus).

## Sleutel

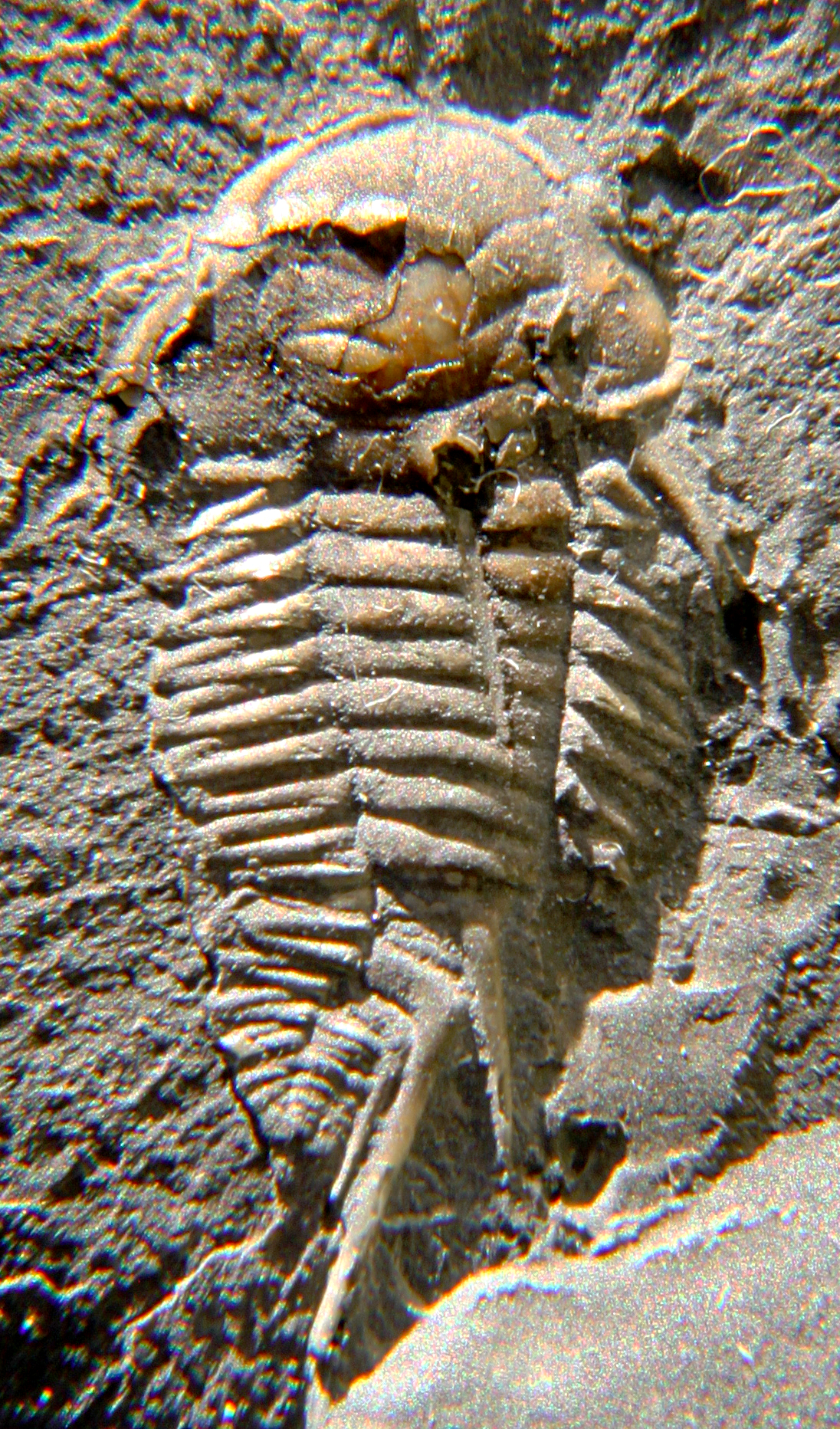
Triarthrus spinosus, 14 mm

voor de vijf meest voorkomende Noord-Amerikaanse soorten.
| 1 | Gezichtsscheurnaden kruisen de zoomgroef voor de glabella. → 2 |
| - | Zoomgroef afwezig voor de glabella. → 3 |
| 2 | Glabella gescheiden van de zoom door een preglabellair veld. → Bienvillia |
| - | Glabella raakt de voorzoom. → Porterfieldia |
| 3 | Kopschild zonder stekels. → 4 |
| - | Kopschild met naar achter gerichte stekels vanuit de achterhoeken. → 5 |
| 4 | Het midden van het oog ligt op dezelfde hoogte als de voorste dwarsgroef van de glabella. → Triarthrus eatoni |
| - | Het midden van het oog ligt achter de voorste dwarsgroef van de glabella. → Triarthrus becki |
| 5 | Glabella aan de voorkant afgerond, kophoekstekels ongeveer naar achteren gericht en naar de top toe licht naar binnen buigend. → 6 |
| - | Glabella aan de voorkant afgerond, kophoekstekels recht, 30°-45° naar buiten gericht. → Triarthrus canadensis |
| 6 | De occipital ring heeft alleen een doorn op het midden van de occipitale ring. Het 9de thoraxsegment heeft een lange naar achter gerichte stekel. → Triarthrus rougensis                                                                                        |
| - | De occipital ring heeft een lange naar achter gerichte stekel midden op de achterrand van de occipitale ring, naast een kleine doorn op het midden ervan. De 8ste, 9de en 10de thoraxsegmenten hebben lange naar achter gerichte stekels. → Triarthrus spinosus |

## Levenscyclus
Door het bestaan van een uitstekend bewaarde afzetting, de Frankfurt Shale in de buurt van Rome, in de staat New York, is het mogelijk gebleken om een plausibele reconstructie te maken de ontwikkeling tot volwassen trilobiet. De fossielen in die afzetting suggereren dat de hele populatie van Triarthrus eatoni in een keer stierf en snel werd bedolven, zodat als het ware een 'foto' is gemaakt van de populatie die op de bodem leefde. Na het uitkomen, waarschijnlijk van eieren van enkele tienden van een millimeter (hoewel deze van geen enkele trilobiet bekend zijn), leefden de larven in eerste instantie waarschijnlijk in de waterkolom. Dit wordt afgeleid uit het feit dat slechts vervellingsresten van de vroege stadia zijn gevonden, die duidelijk maken dat ze niet gestorven zijn bij de ramp die hun ouders trof. In deze fase verspreiden de larven zich waarschijnlijk over grote gebieden. Na een paar maanden, bij een lengte van ongeveer twee millimeter lang verhuisde T. eatoni naar de zeebodem. Hier moet het zich hebben gevoed door het filteren van zwevende voedseldeeltjes, met de ledematen waarschijnlijk vergelijkbaar met de voedingsgewoontes van Cephalocarida en Branchiopoda. De exoskeletten vallen in vijf grootteklasses, wat erop wijst dat T. eatoni een duidelijk voortplantingsseizoen had, waarschijnlijk eens per jaar, zoals ook het geval is in bijna alle bestaande schaaldieren (hoewel sommige vlokreeften twee voortplantingsperiodes per jaar hebben). Het is dus waarschijnlijk dat Triarthrus ten minste vier voortplantingsseizoenen kon overleven en een leeftijd bereikte van ongeveer vijf jaar.